# Joaquim Núñez i Roig
Joaquim Núñez i Roig (Barcelona, 18 de juliol de 1904 - 17 d'octubre del 1991) fou un activista polític i sindical. Membre del CADCI, del qual n'arribà a ser president el 1977, i d'Estat Català, fou un dels qui acompanyà Francesc Macià a Prats de Molló i participà en el complot. Va publicar alguns articles a la revista El Llamp. El 1990 va rebre la Creu de Sant Jordi.